# Championnats d'Afrique de gymnastique rythmique 2020
Navigation
2018 2022
Les championnats d'Afrique de gymnastique rythmique 2020 se déroulent du 10 au 15 mars 2020 à Charm el-Cheikh, en Égypte.
Les championnats comprennent des épreuves seniors et juniors. 
Ces championnats sont organisés conjointement avec les championnats d'Afrique de gymnastique aérobic.

## Médaillées seniors
| Épreuve                       | Or                                                                   | Argent                                                                                          | Bronze                                                                                                 |
| ----------------------------- | -------------------------------------------------------------------- | ----------------------------------------------------------------------------------------------- | --- |
| Finales par équipes seniors   |                                                                      |                                                                                                 | |
| Équipes                       | Égypte Sana Elsherbiny Habiba Marzouk Aliaa Saleh Mariam Selim       | Afrique du Sud Lilica Burger Azra Dewan Shannon Gardiner Erin Wakefield                         | Maroc Myriam Aranda Harandou Dikra El Idrissi Dafali Sofia Moussaoui                                   |
| Finales individuelles seniors |                                                                      |                                                                                                 | |
| Concours général              | Habiba Marzouk                                                       | Mariam Selim                                                                                    | Lilica Burger                                                                                          |
| Cerceau                       | Habiba Marzouk                                                       | Mariam Selim                                                                                    | Luana Gomes                                                                                            |
| Ballon                        | Habiba Marzouk                                                       | Aliaa Saleh                                                                                     | Luana Gomes                                                                                            |
| Massues                       | Habiba Marzouk                                                       | Mariam Selim                                                                                    | Lilica Burger                                                                                          |
| Ruban                         | Habiba Marzouk                                                       | Mariam Selim                                                                                    | Luana Gomes                                                                                            |
| Finales en groupe senior      |                                                                      |                                                                                                 | |
| Général                       | Égypte Login Elsasyed Polina Fouda Salma Saleh Malak Selim Tia Sobhy | Afrique du Sud Hannah Cawood Kerryn Cowper Morongoa Mokholoane Karishma Naicker Magreet Van Wyk | Algérie Amira-Meriem Hamadouche Maria Ourida Hamza Thiziri Kadi Lamis Mezough Asma Ouzid Lyna Sibachir |
| 5 ballons                     | Égypte Login Elsasyed Polina Fouda Salma Saleh Malak Selim Tia Sobhy | Afrique du Sud Hannah Cawood Kerryn Cowper Morongoa Mokholoane Karishma Naicker Magreet Van Wyk | Algérie Amira-Meriem Hamadouche Maria Ourida Hamza Thiziri Kadi Lamis Mezough Asma Ouzid Lyna Sibachir |
| 3 cerceaux + 2 massues        | Égypte Login Elsasyed Polina Fouda Salma Saleh Malak Selim Tia Sobhy | Afrique du Sud Hannah Cawood Kerryn Cowper Morongoa Mokholoane Karishma Naicker Magreet Van Wyk | Algérie Amira-Meriem Hamadouche Maria Ourida Hamza Thiziri Kadi Lamis Mezough Asma Ouzid Lyna Sibachir |